# Mémoire vierge
Mémoire vierge est une série de bande dessinée.
- Scénario : Nicolas Finet
- Dessins : Yves Corriger
- Couleurs : Florence Breton

## Albums
- Tome 1 : Le Chant des autres (1992)

## Publication

### Éditeurs
- Delcourt (Collection Conquistador) : Tome 1 (première édition du tome 1).